# The Medium (jogo eletrônico)
The Medium é um jogo eletrônico de survival horror desenvolvido pela Bloober Team. Foi lançado antecipadamente para Xbox Series X/S e Windows 10 em 28 de janeiro de 2021.  The Medium está disponível no serviço de assinatura Xbox Game Pass, da Microsoft, desde o dia de seu lançamento, mas ja foi retirado do serviço da Microsoft. Uma versão para PlayStation 5 foi lançada posteriormente em 3 de setembro de 2021.

## Desenvolvimento
O desenvolvimento do jogo foi originalmente iniciado em 2012, como um projeto para Xbox 360, PlayStation 3 e WiiU, mas devido a problemas de financiamento para um grande projeto, e por conta da Bloober Team na época já estar envolvida com outras publishers para seus outros títulos como Layers of Fear e Observer, acabou por deixar o jogo de lado por alguns anos.
Graças ao apoio da Microsoft com o projeto, The Medium pôde crescer seu desenvolvimento e se tornar um jogo grandioso, que a Bloober Team descreve como o seu título mais ambicioso até o presente momento de 2020. Uma das maiores peculiaridades que o estúdio propõe ao jogo é que você pode alternar entre dois mundos em tempo real, algo que só é possível graças ao hardware e software do Xbox Series X, com sua alta velocidade de SSD, que torna o jogo mais dinâmico, envolvente, e imersivo.
A equipe da Bloober Team também diz que o jogo rodará na resolução de 4K Ultra-HD no Xbox Series X, além de conter suporte a Ray-Tracing, 60 FPS, tecnologias próprias de carregamento e transições utilizando o SSD e promete um jogo bem cinematográfico.

## Enredo

A personagem Marianne (acima) durante a investigação em Niwa, no plano físico (esquerda) e espiritual (direita), simultaneamente.

Enquanto lamentava a morte de seu pai adotivo, Marianne recebe um misterioso telefonema de um homem chamado Thomas, que sabe de sua habilidade sobrenatural de se comunicar com os mortos. Thomas se oferece para explicar a origem dos poderes de Marianne, bem como o significado de um pesadelo recorrente perturbador que ela tem de uma menina sendo assassinada em um lago. No entanto, Thomas só está disposto a falar se Marianne o encontrar no Niwa Workers Resort, um resort abandonado no período da União Soviética, na cidade de Cracóvia, Polônia.
Ao pegar a estrada para Niwa, Marianne rapidamente descobre que o motivo do abandono do resort foi devido a um evento chamado Massacre de Niwa, onde um grande número de pessoas foram assassinadas e os sobreviventes fugiram da área. Ela ainda descobre que muito do infortúnio de Niwa parece girar em torno de Thomas — gerente o antigo gerente do resort — e de sua filha Lilianne. Marianne começa a explorar o local em busca de pistas sobre o paradeiro de Thomas, ajudando espíritos presos em necessidade, bem como evitando um espírito hostil chamado Maw, buscando possuir Marianne, visando escapar de Niwa para saciar sua sede de sangue. Usando seus poderes, Marianne é capaz de reunir pistas suficientes para descobrir que Thomas foi experimentado por cientistas nazistas e soviéticos, pois ele também era um medium com o poder de entrar na mente das pessoas e separar suas almas de seus corpos. Thomas finalmente escapou de seus captores e se estabeleceu em Niwa para se esconder deles. No entanto, um agente soviético chamado Henry eventualmente o localizou e o confrontou. Henry ateou fogo na casa de Thomas com seus filhos dentro, a fim de provocá-lo, resultando no assassinato de Thomas.  
Nesse instante, Marianne percebe que é filha de Thomas e irmã de Lilianne. Ela entrou em coma como resultado do incêndio e fez com que ela perdesse suas memórias. Para protegê-la, Thomas abandonou Marianne no hospital onde ela foi colocada para adoção. Marianne então entra em um bunker secreto sob a antiga casa de sua família, onde ela encontra a metade espiritual de Thomas. Ele explica a Marianne que Lilianne tinha problemas para controlar seus próprios poderes, então Thomas a manteve confinada no bunker. No entanto, isso não impediu que os poderes de Lilianne saíssem do controle, atraindo Maw e fazendo com que ele escape do bunker e causasse o Massacre de Niwa. Embora a metade do espírito de Thomas esteja confiante de que Thomas nunca teria matado Lilianne, ele não tem ideia do paradeiro atual de Thomas. 
Ainda preocupada com o destino de Lilianne, Marianne deixa o bunker e se dirige ao lago que viu em seus sonhos. Lá, ela encontra Lilianne, que está viva e bem. Lilianne explica que o sonho que Marianne está tendo não é uma memória do passado, mas uma visão do futuro. Ela entrega uma arma a Marianne e implora para que ela a mate, já que Maw não pode ser banido enquanto ela estiver viva. Marianne hesita e pensa em se matar, pois sem ela o espírito permanecerá preso em Niwa para sempre. Naquele momento, Maw se aproxima, forçando Marianne a atirar, com o jogo não deixando claro em quem levou o tiro. Em uma cena pós-crédito, um homem — que está implícito ser Thomas — é visto vagando pelo mundo espiritual.

## Personagens
O personagem principal de The Medium é Marianne Severo, uma personagem que sofre de problemas mentais, onde consegue transitar entre os mundos, o nosso mundo, e o mundo espiritual, por conta da tragédia ocorrida em um hotel abandonado em Cracóvia, onde esconde um mistério que só um Medium pode resolver.

## Lançamento
O jogo foi lançado em 28 de janeiro de 2021, como título de lançamento e estreia do mais novos consoles da Microsoft, o Xbox Series X e Series S, mas também foi lançado ao Windows 10 no PC, através do Steam, a plataforma digital de jogos da Valve Corporation, e ao Playstation 5 posteriormente .